# 上川支厅
上川支廳，為過去位於日本北海道道北地方的支廳。支廳辦公室設於旭川市，已於2010年隨著北海道廢除支廳被改組為上川綜合振興局。
上川支廳西側有天鹽山地和夕張山地，東側有北見山地和石狩山地，上川支廳即位東西兩側山區之間的盆地區域，成南北向狹長狀分布。其中石狩山地中的大雪山和十勝岳有數座高度超越2000公尺的山峰，北海道的最高點即位於東川町內的大雪山系旭岳，標高為海拔2290公尺。

## 歴史
- 1869年：「上川」名稱源自愛努語的，意思為「上游的人們的村落」，開荒使判官松浦武四郎即依此為當地命名。
- 1897年11月：設置上川支廳，下轄原石狩國上川郡。[1]
- 1899年：
  - 空知郡東部的富良野村由空知支廳改列為上川支廳管轄。
  - 上川郡（天鹽國）由增毛支廳改列為上川支廳管轄。
- 1901年：中川郡由增毛支廳改列為上川支廳管轄。
- 1906年：勇拂郡東部的占冠村由室蘭支廳改列為上川支廳管轄。
- 2010年4月1日：北海道廢除支廳，改設為上川綜合振興局。

## 產業

### 農業
- 上川支廳與空知支廳為北海道的稻作生產地帶及日本的蔬菜供應地；生產多樣的農作物，因此有「食材王國」之稱，包含洋蔥、馬鈴薯、胡蘿蔔、玉米、龍鬚菜、蘑菇等、大豆、小麥、小豆、甜菜等。
- 過去伐木業一度繁榮，但現在也如同其他地區衰退。

### 工業
- 旭川市有食品加工、造紙、家具製造等產業，近年來產業工廠逐漸遷移至東川町和東神樂町。

### 商業
- 旭川市在過去是商業城市。

## 行政區域
- 市部：旭川市、士別市、名寄市、富良野市

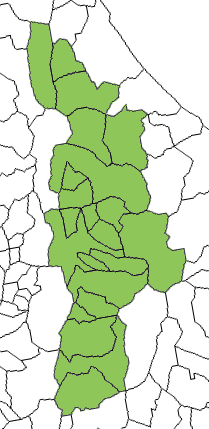
上川支廳行政區劃

- 上川郡（石狩國）：鷹棲町、東神樂町、當麻町、比布町、愛別町、上川町、東川町、美瑛町
- 上川郡（天鹽國）：和寒町、劍淵町、下川町
- 空知郡：上富良野町、中富良野町、南富良野町
- 勇拂郡：占冠村
- 中川郡：美深町、音威子府村、中川町

## 交通

### 機場
- 旭川機場（東神樂町）

### 鐵道
- 北海道旅客鐵道（JR北海道）
  - 函館本線、宗谷本線、石北本線、根室本線、富良野線、石勝線